# عملیات مریدین

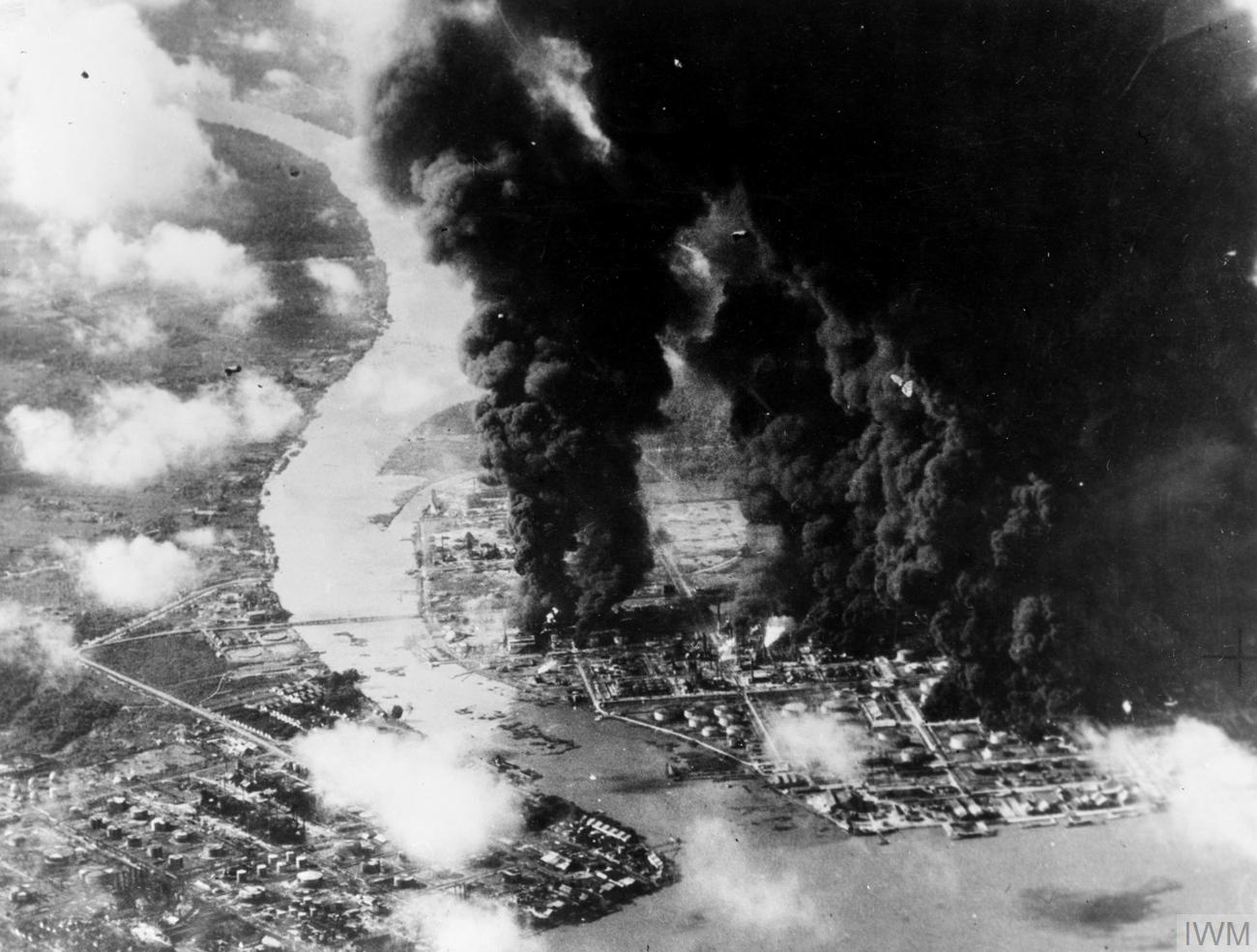
نمایی از آتش‌سوزی یک پالایشگاه نفت در «پالم‌بانگ» طی حملهٔ نیروی دریایی سلطنتی بریتانیا (عملیات مریدین) - ژانویه ۱۹۴۵

عملیات مریدین (به انگلیسی: Operation Meridian) یک رشته حمله هوایی بود که در تاریخ ۲۴ و ۲۹ ژانویه از سوی بریتانیا با هدف بمباران پالایشگاه‌های نفت ژاپنی در پالم‌بانگ و سوماترا انجام‌شد.
مبدأ این حمله ترینکومالیِ سری‌لانکا بود. نخستین حمله در قرار بود در روز ۲۱ ژانویه انجام‌پذیرد، ولی به دلیل بدی هوا این حمله به تأخیر افتاد. عملیات با موفقیت به اتمام‌رسید.